# Viaggio della speranza
Viaggio della speranza è un film svizzero di Xavier Koller che ha vinto l'Oscar al miglior film straniero.

## Trama
Il film narra la storia di una famiglia alevita con sette figli, che cerca di entrare illegalmente in Svizzera. I genitori, Haydar e Meryem, si mettono in viaggio con il figlio di sette anni Mehmet Ali, cercando di raggiungere una terra che conoscono unicamente dalle cartoline; l'idea è quella di iniziare a raggiungere il suolo elvetico, per poi far giungere successivamente gli altri sei figli.
In Italia i tre vengono aiutati dal camionista Ramser, al quale versano 300 marchi in cambio di un passaggio sino al confine, dove però, a causa della mancanza del visto di entrata, viene loro negato l'accesso. Alla stazione di Milano i tre vengono in contatto con dei passatori, che indicano loro la via per entrare in Svizzera dalle montagne. Ma il viaggio si rivela fatale: in una tempesta di neve sul passo dello Spluga il figlio Mehmet Ali, sfinito dalla fatica, muore tra le braccia del padre.

## Collegamenti esterni

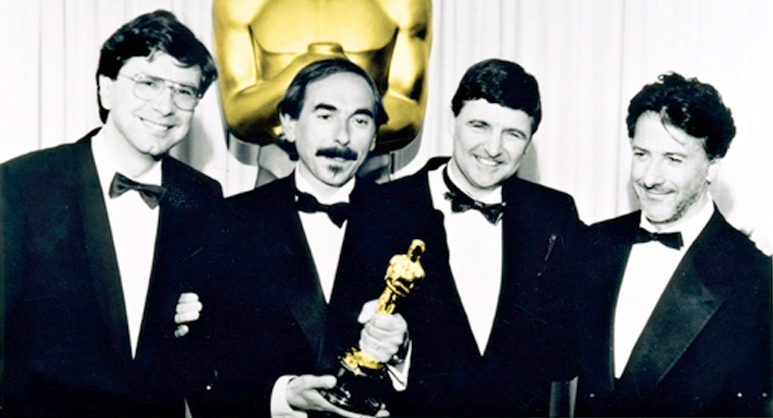
Xavier Koller con l'Oscar in mano

## Riconoscimenti
- 1991 - Premio Oscar
  - Miglior film straniero